# Market Stainton
Market Stainton – wieś i civil parish w Anglii, w Lincolnshire, w dystrykcie East Lindsey. W 2011 civil parish liczyła 139 mieszkańców. Market Stainton jest wspomniana w Domesday Book (1086) jako Staintone.